# Polhem-Preis
Der Polhem-Preis (Polhemspriset) ist eine schwedische Auszeichnung für eine technologische Innovation oder geniale Lösung eines technischen Problems. Die Anwendung der Innovation muss sowohl auf dem freien Markt verfügbar sein, als sich auch dort als wettbewerbsfähig beweisen.
Die Auszeichnung wird von der Vereinigung Schwedischer Ingenieure (Sveriges Ingenjörer) vergeben. Er ist nach dem schwedischen Wissenschaftler und Ingenieur Christopher Polhem (1661–1751) benannt und mit 250.000 Skr dotiert.

## Auszeichnungsträger
| Jahr | Träger                                       | Grund                                                                         |
| ---- | -------------------------------------------- | ----------------------------------------------------------------------------- |
| 1878 | Werner Cronquist                             |                                                                               |
| 1879 | Otto Fahnehjelm                              |                                                                               |
| 1881 | Elis Bedoire                                 |                                                                               |
| 1882 | Carl Ångström                                |                                                                               |
| 1895 | Ernst Danielson                              |                                                                               |
| 1895 | Johan Gustaf Richert                         |                                                                               |
| 1900 | Martin Ekenberg                              |                                                                               |
| 1900 | Johan August Brinell                         |                                                                               |
| 1904 | Carl Lundgren                                |                                                                               |
| 1904 | Sigurd Nauckhoff                             |                                                                               |
| 1911 | Richard Ekwall                               |                                                                               |
| 1921 | Franz Ragnar Berwald, Bo Hellström           |                                                                               |
| 1925 | Baltzar von Platen, Carl Munters             |                                                                               |
| 1930 | Erik Öman, Elis Göth                         |                                                                               |
| 1930 | Mauritz Vos, Håkan Sterky                    |                                                                               |
| 1936 | Walter Kjellman                              |                                                                               |
| 1936 | Lennart Forsén                               |                                                                               |
| 1940 | Waloddi Weibull                              | Für eine Theorie zur statistischen Betrachtung der Materialfestigkeit         |
| 1945 | Conny Palm                                   | Intensitätsschwankungen im Fernsprechverkehr                                  |
| 1945 | Olof Rydbeck                                 | Für Arbeiten an Ausbreitungseigenschaften elektromagnetischer Wellen          |
| 1950 | Hannes Alfvén                                |                                                                               |
| 1950 | K H Gustavson                                |                                                                               |
| 1955 | Gunnar Pleijel                               |                                                                               |
| 1955 | Georg Drougge                                | Für eine Methode für die stetige Änderung eder Mach-Zahl in Überschalltunneln |
| 1960 | Ragnar Lundholm                              |                                                                               |
| 1960 | K. Joel Lindberg                             | Für Wolltextilien als Kleidungsmaterialien                                    |
| 1960 | Nils Hast                                    | Für Messungen von Gesteinsdrücken in Minen                                    |
| 1969 | Bertil Stålhane                              |                                                                               |
| 1974 | Per-Anders Persson                           |                                                                               |
| 1974 | Sigvard Strandh                              |                                                                               |
| 1979 | Bengt Gunnar Magnusson                       |                                                                               |
| 1980 | Georg Vogl                                   |                                                                               |
| 1981 | Sven Brohult                                 |                                                                               |
| 1982 | Torkel Wallmark                              |                                                                               |
| 1983 | Ove Pettersson                               |                                                                               |
| 1984 | Arne Berlie, Hadar Lidén                     |                                                                               |
| 1985 | Kåre Hannerz                                 |                                                                               |
| 1986 | Sven Benktander, Sture Åsberg                |                                                                               |
| 1987 | Ove Fernö                                    |                                                                               |
| 1988 | Lennart Gustavsson, Leif Lindau              |                                                                               |
| 1989 | Olle Siwersson                               |                                                                               |
| 1990 | Harry Frank                                  | thyristorgesteuerte Shunt-Kompensation                                        |
| 1991 | Karl Dunkers                                 |                                                                               |
| 1992 | Per Siversson                                |                                                                               |
| 1993 | Claes Ericsson                               |                                                                               |
| 1994 | Mikael Karlsson, Martin Gren                 |                                                                               |
| 1995 | Håkan Lans                                   |                                                                               |
| 1997 | Hans Hellsten                                |                                                                               |
| 1999 | Gunnar Asplund                               |                                                                               |
| 2001 | Mats Leijon                                  |                                                                               |
| 2003 | Ove Öhman                                    |                                                                               |
| 2005 | Lars Ingvarsson                              |                                                                               |
| 2007 | Karl Gustaf Derman                           |                                                                               |
| 2009 | Laila Ohlgren                                | Nordic-Mobile-Telephone-Wählprozedur                                          |
| 2011 | Georgios Psaros                              |                                                                               |
| 2013 | Petra Wadström                               | Für ein Gerät zur solaren Aufbereitung von Wasser                             |
| 2014 | Hans Björklund                               |                                                                               |
| 2015 | John Elvesjö, Mårten Skogö                   |                                                                               |
| 2016 | Lennart Lindblad                             |                                                                               |
| 2017 | Daniel Stenberg                              | cURL                                                                          |
| 2018 | Lars Stigsson, Valeri Naydenov               |                                                                               |
| 2019 | Peter Halldin, Hans von Holst, Svein Kleiven |                                                                               |
| 2020 | Ludvig Strigeus                              | μTorrent, Spotify                                                             |
| 2021 | Rickard Öste, Angeliki Triantafyllou         | Oatly-Hafermilch                                                              |
| 2022 | Staffan Gestrelius                           |                                                                               |
| 2023 | Christopher Ahlberg, Staffan Truvé           |                                                                               |